# Rud Kirke
Rud Kirke er en kirke i bebyggelsen Rud, ca. 5 km nordøst for Hadsten og 700 m øst for Nordjyske Motorvej.

## Eksterne kilder og henvisninger
- Rud Kirke hos KortTilKirken.dk

- Wikimedia Commons har flere filer relateret til Rud Kirke